# Spazio di Baire
In matematica uno spazio di Baire è uno spazio topologico "sufficientemente ricco" di punti da poter permettere, intuitivamente parlando, particolari processi al limite. Deve il suo nome al matematico René-Louis Baire che per primo introdusse il concetto.  

## Motivazione
In uno spazio topologico, ogni insieme chiuso con parte interna vuota può essere pensato come punto dello spazio. Il concetto di spazio di Baire cattura l'idea di "ampiezza", da questo punto di vista, di un insieme, nel senso che uno spazio di Baire non può essere generato come unione numerabile di suoi punti. Un esempio è dato da una arbitraria famiglia numerabile di rette in un piano: nessuna di tali famiglie è in grado di ricoprire il piano.

## Definizione
La definizione rigorosa di spazio di Baire è stata più volte modificata nel tempo, adattandola, di volta in volta, ai nuovi punti di vista proposti dal pensiero matematico. In primo luogo, vedremo la definizione moderna, per poi esaminare una definizione differente e più vicina a quella originariamente introdotta da Baire.

### Definizione moderna
Uno spazio topologico si dice spazio di Baire se l'unione numerabile di ogni famiglia di insiemi chiusi con interno vuoto ha interno vuoto. 
Tale definizione è equivalente ad ognuna delle seguenti proposizioni: 
- Ogni intersezione numerabile di insiemi aperti e densi è densa.
- L'interno di ogni unione numerabile di insiemi densi in nessun luogo è vuoto.
- Se l'unione di una famiglia numerabile di sottoinsiemi chiusi di {\displaystyle X} ammette punto interno, allora uno degli elementi di tale famiglia ammette un punto interno.

### Definizione classica
Nella sua definizione originaria, Baire introdusse la nozione di categoria (da non confondere con la teoria delle categorie) nei seguenti termini: 
Un sottoinsieme di uno spazio topologico {\displaystyle X} si dice:
- mai denso in {\displaystyle X} se l'interno della sua chiusura è vuoto
- di prima categoria o magro in {\displaystyle X} se lo si può ottenere come unione di una famiglia numerabile di insiemi mai densi
- di seconda categoria in {\displaystyle X} se non è di prima categoria in {\displaystyle X}

La definizione di spazio di Baire può allora essere enunciata come segue: uno spazio topologico {\displaystyle X} è uno spazio di Baire se ogni insieme aperto non vuoto è di seconda categoria in {\displaystyle X}. Tale definizione è equivalente a quella moderna.
Un sottoinsieme {\displaystyle A} di {\displaystyle X} si dice comagro se il suo complementare {\displaystyle X\setminus A} è magro.

## Esempi
- L'insieme {\displaystyle \mathbb {R} } dei numeri reali, con la topologia usuale, è uno spazio di Baire e, quindi, è di seconda categoria in sé stesso. L'insieme dei numeri razionali è di prima categoria in {\displaystyle \mathbb {R} } mentre l'insieme dei numeri irrazionali è di seconda categoria in {\displaystyle \mathbb {R} }.
- L'insieme di Cantor è uno spazio di Baire e, quindi, è di seconda categoria in sé stesso. È invece di prima categoria nell'intervallo [0, 1] con la topologia usuale.
- Il seguente insieme, avente misura di Lebesgue nulla, è di seconda categoria in {\displaystyle \mathbb {R} }.

{\displaystyle \bigcap _{m=1}^{\infty }\bigcup _{n=1}^{\infty }\left(r_{n}-{1 \over 2^{n+m}},r_{n}+{1 \over 2^{n+m}}\right)}
ove {\displaystyle \left\{r_{n}\right\}_{n=1}^{\infty }} è una successione di conteggio dei numeri razionali.
- L'insieme dei numeri razionali con la topologia usuale relativa, non è uno spazio di Baire, poiché è unione numerabile di insiemi chiusi con interno vuoto, i suoi stessi singoletti.

## Teorema della categoria di Baire
Il teorema della categoria di Baire fornisce delle condizioni sufficienti affinché uno spazio topologico sia uno spazio di Baire ed è uno dei teoremi fondamentali della topologia e dell'analisi funzionale. 
- TCB1 Ogni spazio spazio metrico completo è uno spazio di Baire. Più in generale, ogni spazio topologico omeomorfo ad un sottoinsieme aperto di uno spazio pseudometrico completo è uno spazio di Baire. In particolare, ogni spazio topologicamente completo è uno spazio di Baire.
- TCB2 Ogni spazio di Hausdorff localmente compatto è uno spazio di Baire.

TCB1 implica che ciascuno dei seguenti insiemi sia uno spazio di Baire:
- L'insieme {\displaystyle \mathbb {R} } dei numeri reali
- L'insieme dei numeri irrazionali
- L'insieme di Cantor
- Ogni varietà
- Ogni spazio topologico omeomorfo ad uno spazio di Baire

## Proprietà
- Ogni spazio di Baire non vuoto è di seconda categoria in sé stesso, e ogni intersezione numerabile di sottoinsiemi aperti e densi di {\displaystyle X} è non vuota. L'unione disgiunta dell'insieme dei numeri razionali con l'intervallo unitario mostra che le due implicazioni inverse sono entrambe false.

- Ogni sottospazio aperto di uno spazio di Baire è uno spazio di Baire.

- Si consideri una famiglia di funzioni continue {\displaystyle f_{n}:X\to Y} con limite {\displaystyle f:X\to Y}. Se {\displaystyle X} è uno spazio di Baire, allora l'insieme dei punti in cui {\displaystyle f} non è continua è magro in {\displaystyle X}, mentre l'insieme dei punti in cui {\displaystyle f} è continua è denso in {\displaystyle X}.